# الرابطة الدولية للإبحار لذوي الاحتياجات الخاصة
الجمعية الدولية للإبحار للمعوقين (IFDS) هي عضو تابع للاتحاد الدولي للإبحار، وتتولى مسؤولية تنسيق منافسات الإبحار البارالمبية بالتعاون مع اللجنة البارالمبية الدولية. كانت تُعرف في البداية باسم "مؤسسة الإبحار الدولية للمعوقين"، لكن غُير اسمها في عام 2008 بسبب متطلبات قانون الضرائب في البلد الذي سُجلت فيه.
في نوفمبر 2014، أعادت منظمة الإبحار العالمية دمج رياضة الإبحار لذوي الإعاقة تحت إدارتها المباشرة، وأعادت تشكيل اللجنة المعنية تحت اسم "لجنة الإبحار لذوي الإعاقة التابعة للاتحاد الدولي للإبحار.

## الأحداث

### الألعاب البارالمبية
أُدخلت رياضة الإبحار إلى الألعاب البارالمبية باعتبارها رياضة استعراضية في عام 1996، وأصبحت رياضة بارالمبية رسمية في الألعاب الصيفية لعام 2000.

### بطولة العالم IFDS
نظمت المنظمة عددًا من بطولات العالم المعترف بها من قبل الاتحاد الدولي للرياضات القتالية للمساعدة في تطوير المنافسة الدولية.

## معدات
تعتبر رياضة الإبحار رياضة تعتمد على المعدات، وبالتالي فإن معظم القوارب يمكن تعديلها لتناسب أنواع معينة من الإعاقة. صدرت الموافقة على الفئات التالية للاستخدام في حدث الإبحار البارالمبي في دورة الألعاب البارالمبية ريو 2016:
- قارب كيلبوت مفتوح لشخص واحد — Norlin Mk3 One تصميم قسم فرعي من فئة 2.4 متر
- قارب كيلبوت مختلط لشخصين — SKUD 18
- قارب كيلبوت مفتوح لثلاثة أشخاص — سونار

## الإزالة من الألعاب البارالمبية
في أواخر يناير 2015، أسقطت اللجنة البارالمبية الدولية رياضة الإبحار البارالمبي من دورة الألعاب البارالمبية بطوكيو 2020، لأن رياضة الإبحار "لم تستوفِ المعايير الدنيا التي حددها دليل اللجنة البارالمبية الدولية للوصول إلى جميع أنحاء العالم".
كانت هذه الأخبار بمثابة خيبة أمل كبيرة لرياضة الإبحار لذوي الاحتياجات الخاصة في جميع أنحاء العالم. في الأشهر التالية، ألقى البحارة البارالمبيون والمشجعون والاتحادات الوطنية البارالمبية في جميع أنحاء العالم باللوم على الاتحاد الدولي لألعاب القوى لفشله في تقديم الوثائق المطلوبة للحفاظ على الرياضة في الألعاب البارالمبية. اندلعت حملة لمطالبة اللجنة البارالمبية الدولية بإعادة رياضة الإبحار في طوكيو 2020 على مدونات الإبحار ومواقع الأخبار ووسائل التواصل الاجتماعي، وحتى على موقع إيساف، واستمرت لعدة أشهر بعد ذلك.
صرح مات ألين، رئيس الاتحاد الأسترالي لليخوت، قائلاً: "لقد أذهلنا قرار استبعاد رياضة الإبحار الشراعي من دورة الألعاب البارالمبية طوكيو 2020. سنتشاور مع زملائنا في الاتحاد الدولي لليخوت لدعم قضية الإبحار الشراعي واستكشاف جميع السبل المتاحة لدورة الألعاب البارالمبية طوكيو 2020 وما بعدها. لقد تحدثنا مع اللجنة البارالمبية الأسترالية التي عرضت دعمها وطلبت توضيحًا بشأن القرار من اللجنة البارالمبية الدولية".

## حملة لإعادة الألعاب البارالمبية
تسعى منظمة الإبحار العالمية بشكل نشط إلى إعادة إدراج رياضة الإبحار في الألعاب البارالمبية. ويأتي هذا في أعقاب التزامات كبيرة لتنمية رياضة الطيران الشراعي على مستوى العالم.

## روابط خارجية
- IFDS.org (former official website) على موقع واي باك مشين (نسخة محفوظة dmy)
- Disabled Sailing at World Sailing
- Sailing classification at the International Paralympic Committee